# بن باغديكيان
بن هور هايغ باغديكيان (30 يناير 1920-11 مارس 2016) صحفي أمريكي أرمني، وناقد إعلامي، ومعلق، وأستاذ جامعي.
انتقل باغديكيان، أحد الناجين من الإبادة الجماعية للأرمن، إلى الولايات المتحدة عندما كان طفلًا رضيعًا، وبدأ حياته المهنية في الصحافة بعد خدمته في الحرب العالمية الثانية. عمل مراسلًا محليًا، وصحفيًا استقصائيًا، ومراسلًا أجنبيًا لصحيفة بروفيدانس. خلال فترة وجوده هناك، حصل على جائزة بيبودي وجائزة بوليتزر. في عام 1971، تلقى أجزاء من أوراق البنتاغون من دانيال إلسبرغ ونجح في إقناع صحيفة واشنطن بوست بنشرها على الرغم من الاعتراضات والتهديدات من إدارة ريتشارد نيكسون. درّس باغديكيان في وقت لاحق في جامعة كاليفورنيا، بيركلي في كلية الدراسات العليا للصحافة وشغل منصب العميد منذ 1985 وحتى 1988.
باغديكيان من أبرز منتقدي وسائل الإعلام. صدر كتابه احتكار وسائل الإعلام عام 1983، حذر فيه من التركيز المتزايد لملكية الشركات للمؤسسات الإخبارية، في عدة طبعات وأثر، من بين آخرين، على نعوم تشومسكي. أشيد بباغديكيان لمعاييره الأخلاقية ووصفه روبرت دبليو. ماكيسني بأنه أحد أفضل الصحفيين في القرن العشرين.

## سيرته المهنية
طوال حياته المهنية، ساهم باغديكيان في أكثر من 200 صحيفة ومجلة وطنية.
خلال سنوات دراسته الجامعية، عمل باغديكيان مراسلًا لصحيفة وستر غازيت وسبرينغفيلد مورنينغ يونيون. بعد الحرب العالمية الثانية انضم لفترة وجيزة إلى موظفي فلاينغ ترافلر، وهي مجلة للطيران الخاص في نيويورك.

### صحيفة بروفيدانس
بدأ باغديكيان العمل في صحيفة بروفيدانس في عام 1947 كمراسل ورئيس مكتب واشنطن. عمل مراسلًا محليًا. فاز باغديكيان ومحرر وناشر الصحيفة سيفلون براون بجائزة بيبودي في عام 1951 عن «المراجعة الأكثر دقة وشمولية وقابلية للقراءة» لبث والتر وينشيل، ودرو بيرسون، وفولتون لويس، المعلقين التلفزيونيين والإذاعيين البارزين. كان عضوًا في فريق العمل الذي حصل على جائزة بوليتزر لعام 1953 للتقارير المحلية، فئة الأخبار العاجلة لتغطية سرقة بنك في إيست بروفيدانس (بما في ذلك مطاردة الشرطة التي تلت ذلك ومواجهة الرهائن) التي أدت إلى وفاة أحد رجال الدورية. وصف باغديكيان في وقت لاحق الصحيفة بأنها واحدة من أفضل الصحف، إلى جانب مقالاتها الافتتاحية المؤيدة للجمهوريين والمناهضة للاتحاد.
بصفته مراسلًا أجنبيًا في الشرق الأوسط، غطى أزمة السويس في خريف عام 1956 مع طاقم دبابة إسرائيلي. في عام 1957، غطى باغديكيان حركة الحقوق المدنية، وخاصة الأزمة في ليتل روك، أركنساس. في خريف ذلك العام سافر إلى الجنوب مع المراسل الأسود جيمس (جيم) إن. ريا لتغطية استياء البيض المنتشر من قرار المحكمة العليا بإلغاء الفصل العنصري في المدارس العامة.

### صحفي حر
بدأ باغديكيان حياته المهنية كصحفي حر بعد مغادرته صحيفة بروفيدانس في عام 1961. بحث في المسائل الإعلامية في مكتبة الكونغرس مع زمالة غوغنهايم التي حصل عليها عام 1961. بعد ذلك، كان محررًا مساهمًا في صحيفة ساترداي إيفنينغ بوست منذ عام 1963 وحتى عام 1967 في واشنطن. كتب لمجلة نيويورك تايمز عندما ركز على القضايا الاجتماعية، مثل الفقر، والإسكان، والهجرة. أجرى باغديكيان بحثًا عن وسائل الإعلام الإخبارية في مؤسسة راند في عام 1969-1970 ونشر كتابًا بعنوان آلات المعلومات: تأثيرها على الرجال ووسائل الإعلام في عام 1971. وأشاد إدوين بي. باركر من جامعة ستانفورد بالتقرير لسهولة قراءته واتساع وعمق «تصور باغديكيان للاتجاهات التكنولوجية والاقتصادية ورؤيته للعواقب الاجتماعية والسياسية المحتملة».

### واشنطن بوست
انضم باغديكيان إلى واشنطن بوست عام 1970 وشغل فيما بعد منصب مساعد مدير التحرير، وفي عام 1972 كان ثاني أمين مظالم عندما كان ممثلًا للقراء.
في يونيو 1971، التقى باغديكيان، بصفته مساعد مدير التحرير للأخبار الوطنية في واشنطن بوست، مع دانيال إلسبرغ، المحلل العسكري، الذي مرر له 4000 صفحة من أوراق البنتاغون، وهي مقتطفات نشرتها صحيفة نيويورك تايمز قبل أيام وأوقفها قاض فيدرالي. في حين عارض محامو بوست والإدارة، جادل باغديكيان بقوة لصالح نشر الوثائق على الرغم من ضغوط إدارة نيكسون على عدم القيام بذلك لأسباب تتعلق بالأمن القومي. قال باغديكيان مقولته الشهيرة: «الطريقة (الوحيدة) لتأكيد الحق في النشر هي النشر». نشرت واشنطن بوست القسم الأول في 18 يونيو 1971. اتصل ويليام رينكويست بالمحرر التنفيذي للبوست بن برادلي وهدده بالملاحقة القضائية إذا لم يتوقف نشر الوثائق. في قرار تاريخي، قررت المحكمة العليا 6-3 أنه «لممارسة ضبط النفس المسبق، يجب على الحكومة أن تظهر أدلة كافية على أن النشر قد يتسبب في خطر (جسيم ولا يمكن إصلاحه)».
بعد أشهر قليلة من نشر أوراق البنتاغون، أصبح باغديكيان نزيلًا متخفيًا في إصلاحية ولاية هانتينغدون، وهو سجن شديد الحراسة في بنسلفانيا، لفضح ظروف السجن القاسية. بإذن من المدعي العام في ولاية بنسلفانيا، تنكر في هيئة قاتل ليراقب حياة السجن دون علم أي شخص داخل السجن. مكث هناك لمدة ستة أيام ونُشرت سلسلته المكونة من ثمانية أجزاء عن ظروف السجن في صحيفة بوست منذ 29 يناير وحتى 6 فبراير 1972. وأبلغ عن «توتر عنصري واسع النطاق خلف القضبان، وعن اندلاع العنف، والمثلية الجنسية العلنية، والقواعد السلوكية المعقدة لكن الهشة». نشر باغديكيان ومراسل بوست ليون السلسلة أولًا كتقرير في عام 1972 ولاحقًا ككتاب (1976).
غادر باغديكيان واشنطن بوست في أغسطس 1972 بعد اشتباكه مع برادلي «حول قناة للشكاوى الخارجية والداخلية».

### جامعة كاليفورنيا في بركلي
كتب باغديكيان لكولومبيا جورنالزم ريفيو منذ عام 1972 وحتى عام 1974. عمل أستاذًا في جامعة كاليفورنيا، بيركلي منذ عام 1976 حتى تقاعده عام 1990. درّس دورات مثل مقدمة في الصحافة والأخلاق في الصحافة. كان عميد كلية الدراسات العليا للصحافة بجامعة كاليفورنيا في بيركلي منذ عام 1985 وحتى عام 1988. سًمي أستاذًا فخريًا عند المغادرة.

## النقد الإعلامي
في مقابلة مع باغديكيان على قناة بّي بي إس في برنامج فورتلاين صرح أنه بينما يسمح التعديل الأول للصحف بطباعة أي شيء، وخاصة الأشياء التي لا تحظى بشعبية، فإن الصحف لديها التزام أخلاقي ضمني بأن تكون مسؤولة، بسبب سلطتها على الرأي العام ولأن التعديل الأول كان «مؤطرًا بافتراض وجود مصادر متعددة للمعلومات».
كان باغديكيان من أوائل المدافعين عن النقاد الداخليين، أو أمناء المظالم في الصحف، واعتقد أنه «سيعالج المخاوف العامة بشأن الممارسات الصحفية». وصف معالجة الأخبار المتعلقة بالتبغ والقضايا الصحية ذات الصلة بأنها «إحدى خطايا الإعلام الأصلية»، «فعلى مدى عقود، كان هناك قمع للأدلة الطبية... قمع واضح». انتقد باغديكيان الاستخدام الواسع للمصادر المجهولة في وسائل الإعلام وقبول المراسلين للروايات الحكومية، لا سيما على أسس «الأمن القومي». صاغ باغديكيان قانونًا أطلق عليه اسم قانون باغديكيان للصحافة: «دقة التقارير الإخبارية لحدث ما تتناسب عكسيًا مع عدد المراسلين الموجودين في الموقع».
لقد كان من أشد المنتقدين للأخبار التليفزيونية، وكانت المكانة المشهورة لمقدمي الأخبار، كما قال، «أسوأ شيء يمكن أن يحدث للصحفي». وأشار إلى أن «وظيفة المشاهير يجب مراعاتها، للتأكد من أن الآخرين يعرفون عنه أو عنها، ليكونوا موضع اهتمام وليس موضع مراقبة». شدد باغديكيان على أهمية الإعلام المحلي. جادل بأن الصحافة المحلية فقط هي التي يمكنها تغطية القضايا المحلية والمرشحين بشكل مناسب، وإلا «يصبح الناخبون أسرى المعلومات البديلة الوحيدة، أو الدعاية السياسية المدفوعة، أو لا يحصلون على أي معلومات على الإطلاق». فيما يتعلق بالصحافة على الإنترنت، صرح باغديكيان أن هناك «الكثير من الأشياء غير المرغوب فيها، لكنها ما تزال منفذًا لصحافة مستقلة بلا مال ولكن تطلب الكثير من البراعة والمهارة، مثل MoveOn.org. فهي غير خاضعة لسيطرة الشركات. ليس بعد».